# خواجه‌دیزج
خواجه دیزج یکی از روستاهای استان آذربایجان شرقی ایران است که در دهستان آجی‌چای بخش مرکزی شهرستان تبریز واقع شده است.

## جمعیت
بر اساس نتایج سرشماری سال ۱۳۹۵ منتشر شده در سایت مرکز آمار ایران جمعیت خواجه دیزج ۱۹۴۴ نفر بوده که از آن تعداد ۱۰۰۵ نفر مرد و ۹۳۹ نفر زن می‌باشد و تعداد ۶۱۶ خانوار در روستای خواجه دیزج زندگی می‌کنند.
این آمار طبق نتایج سرشماری سال ۱۳۹۰ شامل ۱۹۷۹ نفر جمعیت و تعداد ۵۸۱ خانوار بود.
این روستا طبق نتایج سرشماری سال ۱۳۸۵ دارای ۱۵۸۱ نفر جمعیت بود.

## موقعیت جغرافیایی
روستای خواجه دیزج در ۳۸ درجه و ۷ دقیقه عرض شمالی و ۴۶ درجه و ۹ دقیقه طول شرقی و در ارتفاع ۱۳۲۳ متری از سطح دریا واقع شده است. این روستا در سمت غرب تبریز و وابسته به بخش مرکزی شهرستان تبریز بوده و از طریق جاده مایان حدوداً ۱۵ کیلومتر با شهر تبریز فاصله دارد. آزادراه شهید باکری در جوار شرقی، بازار خودرو تبریز و بازار مبلمان تبریز در جوار شمال شرقی، و شهرک صنعتی چرمشهر تبریز در جوار جنوب غربی خواجه دیزج قرار دارند.